# Juan Nieto
Juan Pablo Nieto Salazar (Pereira, 25 febbraio 1993) è un calciatore colombiano, centrocampista del Deportes Tolima.

## Carriera
Con la Nazionale Under-20 colombiana ha vinto il campionato sudamericano Under-20 2013, durante il quale ha disputato 7 partite segnando 2 gol.

## Palmarès

### Club
- Categoría Primera B: 1

Alianza Petrolera: 2012

### Nazionale
- Campionato sudamericano Under-20: 1

2013